# Hondenvlo
De hondenvlo (Ctenocephalides canis) is een insect uit de orde vlooien. Omdat honden wereldwijd als huisdier worden gehouden is de hondenvlo, naast de kattenvlo, een van de bekendste soorten vlooien in de westerse wereld.